# Serieåret 1934

## Händelser

### Januari
- 7 - Alex Raymonds serier Blixt Gordon och Djungel-Jim gör debut i söndagstidningarnas seriebilagor i USA.
- 22 - Serien Agent X9 av Alex Raymond och Dashiell Hammett har premiär i amerikansk dagspress.

### Juni
- 9 - Kalle Anka gör sitt första framträdande i kortfilmen Den kloka hönan.
- 11 - Lee Falks Mandrake publiceras för första gången.

### Augusti
- 13 - Knallhatten av Al Capp har debut.

### Okänt datum
- Första julalbumet av 91:an Karlsson kommer ut i Sverige.
- Det amerikanska serieförlaget DC Comics bildas, under namnet National Allied Publications.
- En fransk variant av den amerikanska serietidningen Mickey Mouse Magazine startas.[1]

## Utgivning

### Album
- Faraos cigarrer av Hergé (på svenska 1970) [2]

## Födda
- 16 april - Vicar (egentligen Victor Arriagada Rios) (död 2012), chilensk serietecknare.
- 28 juni - Georges Wolinski (död 2015), fransk serieskapare.
- 14 juli - Marcel Gotlib (död 2016), fransk serieskapare.

## Avlidna
- 15 februari - Louis Forton, fransk serieskapare.
- 26 juli - Winsor McCay, amerikansk serieskapare och animatör.

### Fotnoter
1. ↑  Swecomics
2. ↑  ”Tintin”. http://en.tintin.com/albums/show/id/28/page/0/0/cigars-of-the-pharaoh. Läst 12 mars 2011.